# Can Güell (Sant Andreu de Llavaneres)
Can Güell és una masia de Sant Andreu de Llavaneres (Maresme) inclosa a l'Inventari del Patrimoni Arquitectònic de Catalunya.

## Descripció
És una casa de tres cossos i tres plantes, amb la porta d'entrada d'arc rebaixat de pedra picada. Originàriament fou una modesta casa de pagesos, transformada per la família Güell quan n'adquiriren la propietat al segle xviii. La distribució de la façana és simètrica; a la planta baixa hi ha la porta flanquejada per dues finestres, que es corresponen al primer pis amb tres balcons, i al segon amb tres finestres de petites dimensions. La coberta és a dos vessants. A la façana presenta esgrafiats entre les obertures. Per acabar la façana hi ha una petita cornisa.

## Història

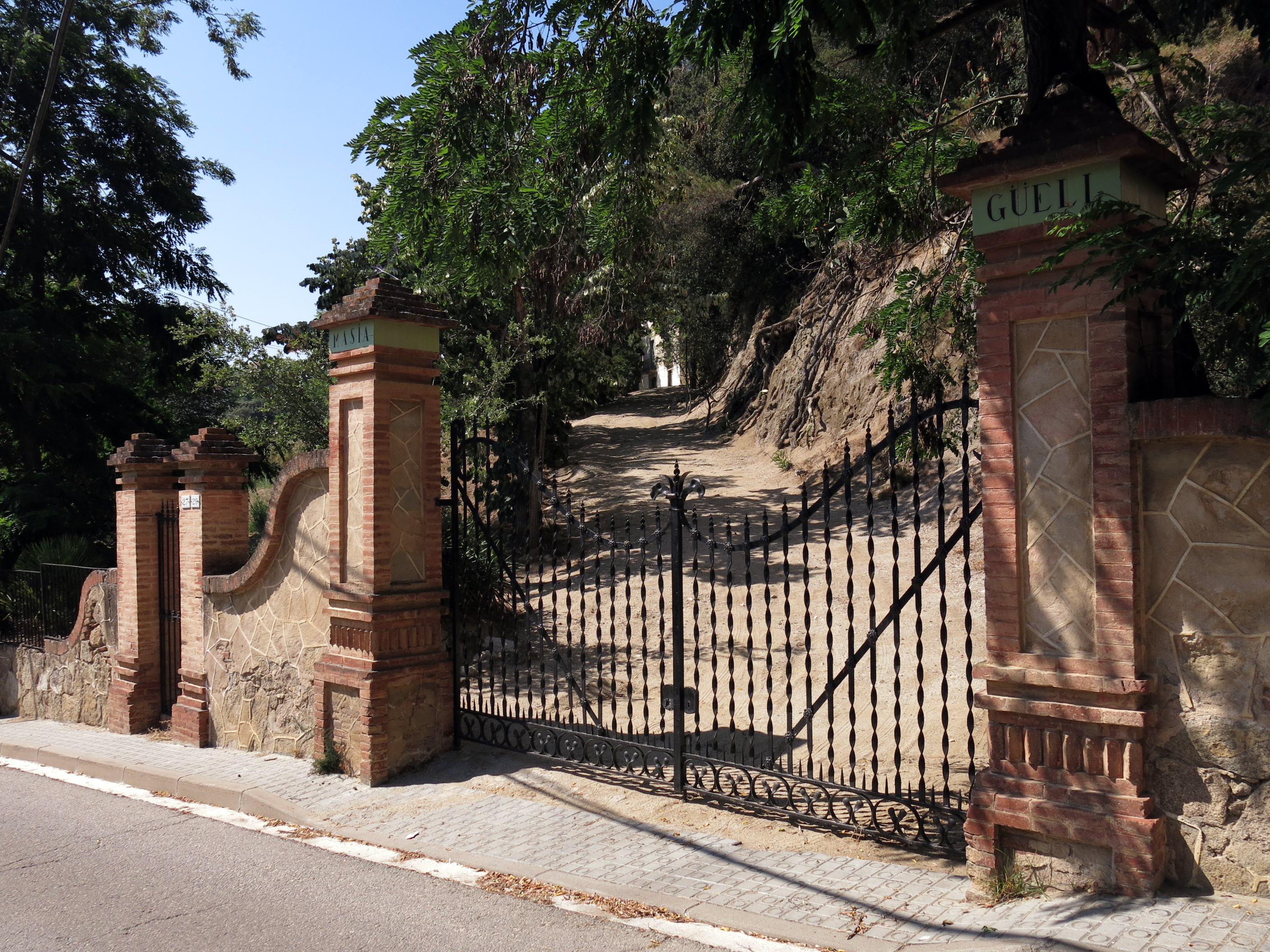
Reixa d'entrada a la propietat, al passeig de les Monges

La masia de Can Güell pertanyia a la família pagesa que conreava l'extensió de terres que comprenia el turó on hi ha la casa i la plana on avui hi ha edificat el grup d'edificis de Betlem. A la darreria del segle xviii la propietat va ser adquirida per la família Güell, que refeu la casa i va deixar-la tal com és avui.